# Riccardo Reuven Pacifici
Riccardo Reuven Pacifici (18. Februar 1904 in Florenz – 12. Dezember 1943 in Auschwitz) war ein italienischer Rabbiner.

## Leben

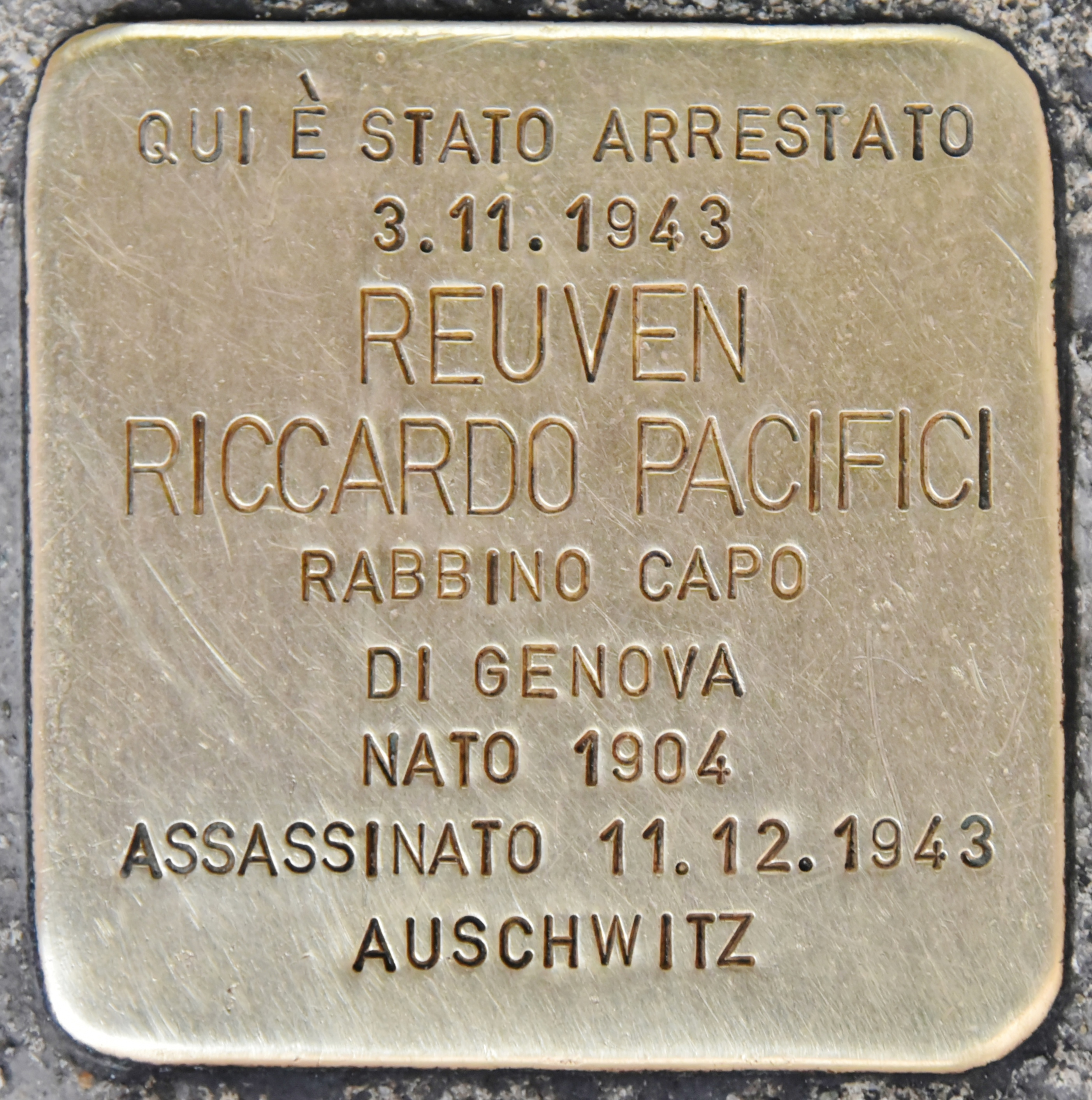
Stolperstein für Reuven Riccardo Pacifici

Seine Eltern waren Gilda Borghi und Mario Mordechai Pacifici. Die Vorfahren seiner sephardischen Familie kamen aus Spanien und der Toskana. Sie waren in der jüdischen Gemeinde aktiv, lebten in Livorno und zogen im sechzehnten Jahrhundert nach Florenz.
Nach dem Abitur begann er ein Studium an der Universität Florenz, welches er 1926 mit einer mit summa cum laude bewerteten Arbeit abschloss. 1927 nahm er ein Studium am Collegio Rabbinico di Firenze bei Elia Samuele Artom, Umberto Cassuto und Shemuel Zvi Margulies auf, welches er mit dem Titel eines Chacham ha shalem abschloss.
Von 1928 bis 1930 war er stellvertretender Leiter der jüdischen Gemeinde von Venedig, ab 1930 Direktor des Collegio Rabbinico di Rodi, ab 1936 Großrabbiner von Rhodos und von 1936 bis zu seiner Verschleppung Großrabbiner von Genua.
Er leitete und lehrte, auch in der schweren Jahren des Krieges, die Gemeinde. Er besuchte das Internierungslager Ferramonti 1942 und 1943 mehrfach und gab den Internierten moralischen und spirituellen Beistand. Er wurde an die deutschen Besatzungsbehörden verraten, verhaftet und nach Auschwitz verschleppt, wo er mit seiner Frau Wanda Abenaim und vielen weiteren Mitgliedern der Familie Pacifici ermordet wurde.
Seit 1966 trägt ein Platz im Zentrum von Genua den Namen Largo Riccardo Pacifici. Im Mai 2008 lehnte Gianni Alemanno es ab, eine Straße in Rom nach ihm zu benennen. Zu seinem Andenken wurde am 29. Januar 2012 in Genua neben dem Teatro Carlo Felice ein Stolperstein, an der Stelle, an welcher Pacifici am 3. November 1943 von den deutschen Besatzern verhaftet wurde, gesetzt.
Seine beiden Söhne Emanuele (15. Juni 1931 – April 2014) und Raffaele (geboren 1938) konnten, von den Ordensschwestern Santa Marta a Settignano in Florenz versteckt, die NS-Besatzungszeit und die Shoah überleben. Emanuele Pacifici wurde ein namhafter Historiker, sein Sohn Riccardo Pacifici, war von 2008 bis 2015 Präsident der jüdischen Gemeinde von Rom.